# لاپپوهیا
لاپْپوهیا (به فنلاندی: Lappohja) یک منطقهٔ مسکونی در فنلاند است که در هانکو واقع شده‌است. لاپپوهیا ۱٫۹۹ کیلومتر مربع مساحت و ۴۷۵ نفر جمعیت دارد.